# Thusaenys
Thusaenys, rod rakova deseteronožaca iz porodice Epialtidae, di oje potporodice Pisinae. Postoji šest priznatih vrsta

## Vrste
1. Species Thusaenys calvarius (Alcock, 1895)
2. Species Thusaenys irami (Laurie, 1906)
3. Species Thusaenys minimus (Rathbun, 1924)
4. Species Thusaenys mutiliouciou W.-J. Chen & Lo, 2014
5. Species Thusaenys orbis (Rathbun, 1916)
6. Species Thusaenys pehlevi (Laurie, 1906)